# صحيفة الشعب (فلسطين)
صحيفة الشعب الفلسطينية هي صحيفة إخبارية سياسية يومية، صدرت وتأسست في مدينة القدس، في 11 تشرين الأول عام 1946، صاحبها محمود يعيش الذي كان شريكا في صحيفة الجهاد.
قد انتهجت منذ اليوم الأول لصدورها خطاً وطنيًّا واضحًا. وخاضت مع الرقابة العسكرية والحكم العسكري معارك كثيرة. تعرضت إلى أنواع شتى من الإرهاب من دفعها نحو تغيير خطها السياسي. من ذلك قيام الشرطة بمداهمة سكانها. وإحراقها بما فيها من استوديو للتصوير، وجهاز “رويتر” لتلقي الأخبار، إضافة إلى الأثاث والمحفوظات.
كانت سياسة الجريدة هي سياسة الانحياز للشعب، تجعل من نفسها اداة للتعبيرعن ارادة الشعب وحقوقه، هي جريدة اسسها الشعب ويشرف عليها فريق من الشعب يوحدهم حب الوطن والانتماء اليه. وهي جريدة للشعب لانها لا تدور في فلك الاحزاب ولا تتاثر سياستها بالعوامل الاقتصادية والمادية.

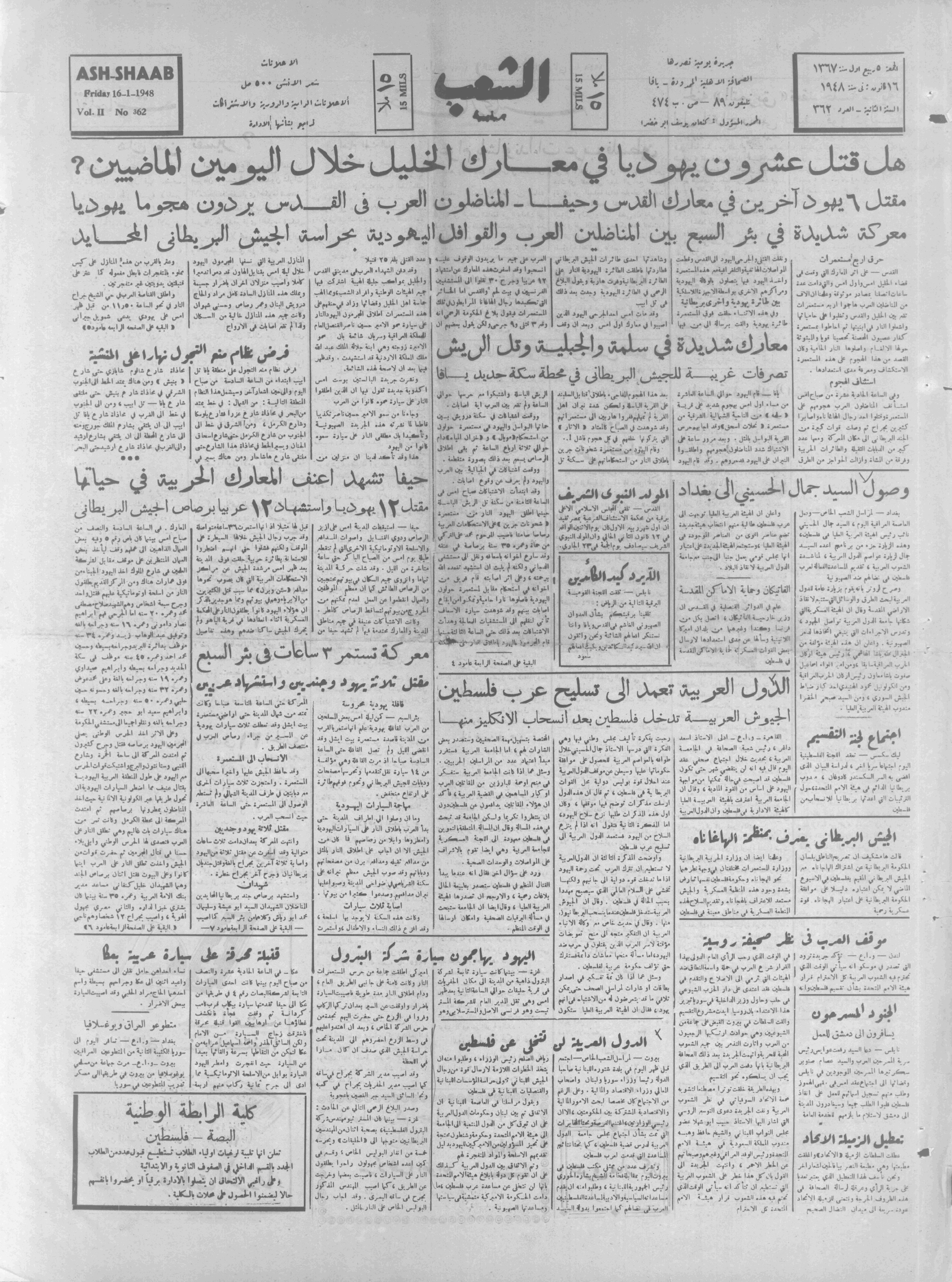
الصفحة الأولى لصحيفة الشعب عام 1948

تمثل هذه الصحيفة الشعب وشؤونه السياسية، الاقتصادية، الاجتماعية وغيرها.

## أهدافها
- معارضة سياسات سلطة الانتداب وشرعيتها وناهضت بشدة المشروع الصهيوني.
- سعت الصحيفة إلى تغطية الاخبار القطرية والعالمية التي لها تاثيرات على النضال الفلسطيني ضد الصهيونية بحيث تم ترجمة مقالات عديدة من صحف أوروبية وأمريكية.
- اهتمت الصحيفة بتغطية نشاطات المؤسسات الصهيونية.[2]

## مواضيع عددها الأول
معلومات خاصة بالشعب حول الهيئة الصهيونية العامة وجاء فيها الكثير من الكلام الذي يهدف إلى التوصل إلى حياة مشتركة بين كافة الشعوب وتوعية الشعب على الوضع حينها.
طُبعت الجريدة بصورة جيدة، نظيفة، واضحة في حروفها.
وقد كثرت في عددها الأول الأخبار المترجمة عن الصحف الإنجليزية والأمريكية. قد خصصت الجريدة بابا خاصا للراديو (القدس، مصر، شرق الأردن، لندن) وباباً لأقوال الصحف العربية المحلية والخارجية حيث كانت تبدي اهتماما بالحركة في مينائي يافا وحيفا ونشر الأخبار عن السفن الراسية في ميناء حيفا. ومن الجدير بالذكر أنها كانت صحيفة تعبّر دائما عن نقمتها ضد الشعب اليهودي حيث فتحت عنوان «أموال الخدمات الاجتماعية ونسب العرب فيها» كتبت وقالت:
ربما تعتذر الحكومة بقولها أن اليهود تطوعوا أكثر من العرب، وأنهم ساعدوا في الحرب أكثر من العرب لذا اليهود هم الذين تحق لهم هذه الأموال. فتلك الصحيفة كانت ترى أنّ التحيّز ظاهر وهذه الحالة لا يمكن أن تدوم بأي شكل من الأشكال فتلك الهبات لا منطق فيها ولا حق. وأن المكلف العربي الفلسطيني هو الذي يدفع هذه الأموال التي تصرف على أبناء الشعب اليهودي بينما أبناء الشعب العربي تتلقّفهم الشوارع.

## انتهاء صدور الصحيفة
لم تدم الصحيفة طويلا وأُغلقت في سنة 1948 بسبب الأوضاع السياسية الصعبة وظروف المعيشة غير المستقرة أي في ظل ظروف البلاد القلقة حينها.

## مكانة صحيفة الشعب بين الصحف الفلسطينية الباقية
صحيفة الشعب هي الصحيفة العربية الثالثة التي صدرت في فترة ما بعد احتلال الضفة الغربية، وقد سبقتها في الصدور صحيفة القدس وصحيفة البشير. وكانت جريدة يومية عربية أخرى قد صدرت في فلسطين بإشراف كنعان أبو خضرا.